# Turbookružní křižovatka

Schéma dopravního uspořádání na turbookružní křižovatce (typ „vejce“)

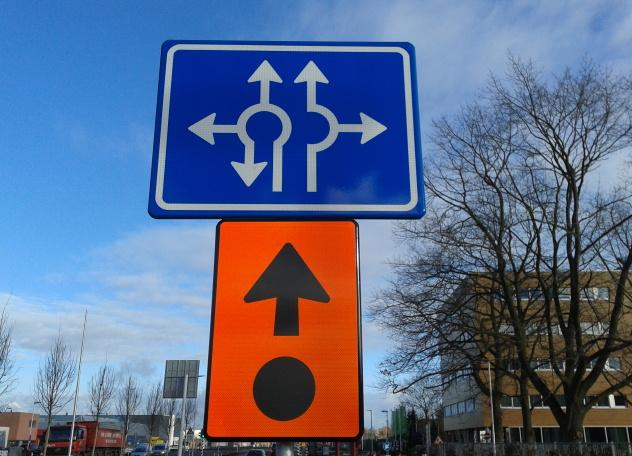
Dopravní značka upozorňující řidiče na turbookružní křižovatku

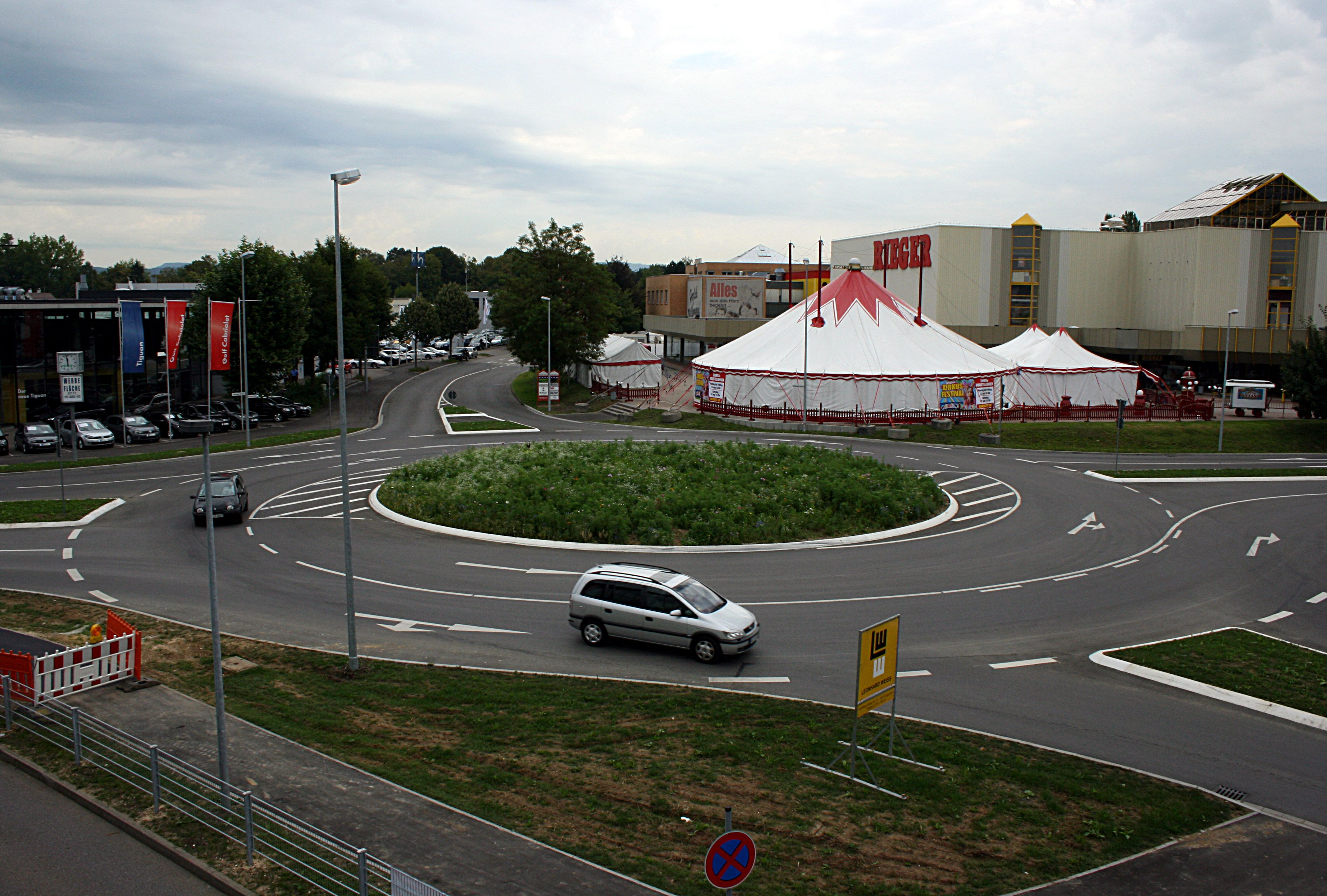
Příklad turbookružní křižovatky z Německa

Turbookružní křižovatka (TOK, nazývaná také spirálová či spirálovitá) je zvláštním typem okružní křižovatky (kruhového objezdu) – jedná se o takovou okružní křižovatku, která má 2 nebo více jízdních pruhů a jízdní pruhy na okružním pásu jsou uspořádány spirálovitě. Tím je vyloučen výskyt průpletových úseků, což zlepšuje bezpečnost, kapacitu a plynulost provozu na takové okružní křižovatce. Křižovatka je osazena dopravním značením usměrňujícím provoz na křižovatce a může být vybavena i fyzickými bariérami (např. obrubníky) oddělujícími jednotlivé jízdní pruhy.

## Typy
Mezi podtypy TOK patří:
- základní TOK
- typ „vejce“ (pro jeden přímý dopravně významný směr)
- typ „koleno“ (pro jeden lomený dopravně významný směr)
- spirálovitá TOK (dva významně zatížené směry)
- rotorová TOK (velké dopravní zatížení – 3 okružní jízdní pruhy)
- typ „propnuté koleno“ – T křižovatka s větší intenzitou provozu v přímém směru
- typ „hvězda“ – T křižovatka s rovnoměrnou intenzitou provozu ve všech 3 směrech

## Rozšíření

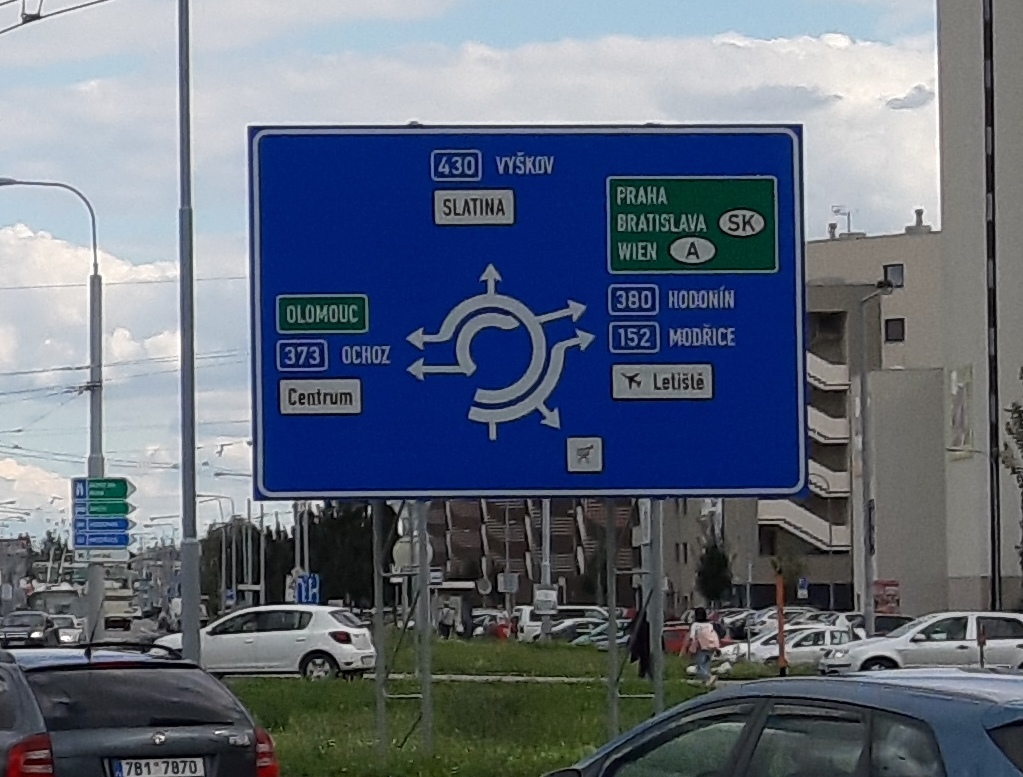
Značka před TOK v Brně

První experimenty s turbookružními křižovatkami se objevily v 80. letech ve Spojeném království, odtud se rozšířily zejména do Německa, Nizozemska a Belgie; dále však i do Česka, Polska, Španělska, Slovinska či Maďarska.
V Česku se turbookružní křižovatky nacházejí mj. v Brně, Českých Budějovicích, Olomouci, Prostějově či Valašském Meziříčí – celkem se jedná asi o 10 realizací. Ředitelství silnic a dálnic však plánuje výstavbu dalších v rámci plánovaných projektů.
TOK se navrhují zejména na dopravně významných komunikacích, případně u prstencovitých dálničních mimoúrovňových křižovatek.

## Provoz
TOK vyžaduje od řidičů, aby byli rozhodnuti, kam na křižovatce pojedou a podle toho se zařadili do příslušných jízdních pruhů. To vyžaduje i dobrou navigaci na dopravním značení před křižovatkou. TOK většinou neumožňují po křižovatce „kroužit“, některé neumožňují ani jet zpátky stejným směrem.

### Rizika pro cyklisty
Turbookružní křižovatky s dvěma a více pruhy v každém proudu mohou zvýšit riziko konfliktů mezi automobily a cyklisty – není-li cykloinfrastruktura vedena separátně – mimo jízdní pruhy.